# Preussia isomera
Preussia isomera är en svampart som beskrevs av Cain 1961. Preussia isomera ingår i släktet Preussia och familjen Sporormiaceae.   Inga underarter finns listade i Catalogue of Life.